# 남포미술관
남포미술관은 전라남도 고흥군 소재의 미술관이다.

## 연혁
- 2003년 2월28일 구 영남중학교 폐교(36회 졸업생 배출)
- 2004년 9월11일 문화 관광부 문화 공간 사업자지정
- 2005년 1월5일 학교 건물을 미술관으로 리모델링 준공
- 2005년 2월19일 남포미술관등록(전남 제1호)
- 2005년 2월20일 남포미술관 설립자 겸 초대관장 곽형수 선생취임
- 2005년 2월23일 남포문화예술원으로 개원
- 2007년 1월1일 남포미술관으로 명칭변경
- 2008년 11월15일 장애우 출입 시설 준공

## 관람 안내
관람 시간
- 하절기: 09:00 ~ 18:00
- 동절기: 10:00 ~ 17:00

휴관일
- 매주 월, 화요일

## 같이 보기
- 대한민국의 박물관과 미술관 목록